# Hermann Gablenz
Hermann Gablenz (* 27. Juli 1913 in Weingarten; † 30. Juli 2000 in Karlsruhe) war ein deutscher Motorradrennfahrer.
1937 gelangen Hermann Gablenz als Privatfahrer erste Podiumsplätze unter den Lizenzfahrern bei namhaften Veranstaltungen. Ein Jahr darauf errang er mehrere Siege und belegte im Gesamtklassement der Motorrad-Europameisterschaft den dritten Platz.

## Karriere
Hermann Gablenz stammt aus dem badischen Weingarten.
Nach Siegen auf DKW in der Klasse der Ausweisfahrer seit dem Frühjahr 1937 konnte er auf dem Nürburgring Mitte Juni den vierten Rang unter den Lizenzfahrern erringen. Beim Großen Bergpreis von Deutschland im Rahmen des Schauinsland-Rennens in Freiburg im Breisgau – Gablenz wohnte da bereits im nahen Karlsruhe – wurde er in der 250er-Klasse Dritter. Am Saisonende wiederholte er diese Platzierung beim Marienberger Dreieckrennen.
Zum Auftakt der Saison 1938 wurde Hermann Gablenz Dritter beim Eilenriederennen in Hannover. Beim AVUS-Rennen verbesserte er sich um einen Rang. Wenige Wochen später stand er auch beim Europameisterschaftslauf um den Großen Preis von Belgien in Spa-Francorchamps mit auf dem Siegerpodium. Unmittelbar nach dem Sieg im Schweizer Amriswil reihte er bei den Rennen um den Preis von Nürnberg, bei Rund um Schotten und auf dem Nürburgring weitere Erfolge an. Mit einem dritten Rang bei der Dutch TT in Assen konnte Gablenz hinter Ewald Kluge und Bernhard Petruschke diese Platzierung auch in der Gesamtwertung der Motorrad-Europameisterschaft 1938 einnehmen.
In der darauf folgenden Saison gelangen dem Privatfahrer noch einmal Podestplätze beim Wiener Höhenstraßenrennen sowie in Schotten.
Auch nach dem Zweiten Weltkrieg war Hermann Gablenz noch erfolgreich. 1947 wurde er auf einer 250-cm³-DKW Deutscher Meister im Gelände. Im Jahr 1950 gewann er die Deutsche Straßenmeisterschaft in der Klasse bis 250 cm³ auf einer italienischen Parilla. 1952 trat Gablenz auf Horex auf der Stuttgarter Solitude beim 250er-Lauf um den Großen Preis von Deutschland an, der zur Motorrad-Weltmeisterschaft zählte. Er belegte hinter Rudi Felgenheier (DKW) und Hein Thorn Prikker (Moto Guzzi) den dritten Rang und belegte im WM-Gesamtklassement den zehnten Platz.
Hermann Gablenz starb im Jahr 2000 im Alter von 87 Jahren in Karlsruhe.

## Statistik

### Erfolge
- 1950 – Deutscher 250-cm³-Meister auf Parilla

### Rennsiege
| Jahr | Klasse  | Maschine | Rennen                    | Strecke                  |
| ---- | ------- | -------- | ------------------------- | ------------------------ |
| 1938 | 250 cm³ | DKW      | Rund um Schotten          | Schottenring             |
| 1938 | 250 cm³ | DKW      | Eifel-Grand-Prix          | Nürburgring-Nordschleife |
| 1947 | 250 cm³ | DKW      | Hamburger Stadtparkrennen | Hamburger Stadtpark      |
| 1949 | 250 cm³ | DKW      | Mai Pokal Rennen          | Hockenheimring           |
| 1949 | 250 cm³ | DKW      | Dieburger Dreiecksrennen  | Dieburger Dreieck        |
| 1949 | 250 cm³ | DKW      | Hamburger Stadtparkrennen | Hamburger Stadtpark      |
| 1950 | 250 cm³ | Parilla  | Sachsenring-Rennen        | Sachsenring              |
| 1951 | 250 cm³ | Parilla  | Eilenriederennen          | Eilenriede               |
| 1951 | 250 cm³ | Parilla  | Rund um Schotten          | Schottenring             |

## Verweise